# Efecto pintalabios
El efecto pintalabios o efecto lipstick (del inglés: lipstick effect) es una teoría que afirma que, frente a una crisis económica, los consumidores estarán más dispuestos a comprar artículos de lujo menos costosos. En lugar de comprar carteras caras o abrigos de piel, por ejemplo, la gente compraría cosméticos caros, como marcas de pintalabios de alta gama. La suposición subyacente es que una cierta parte de los consumidores seguirá comprando artículos de lujo incluso durante una mala situación económica. Cuando la confianza del consumidor en la economía está disminuyendo, los consumidores comprarán bienes que tienen menos impacto en sus fondos disponibles. Fuera del mercado de los cosméticos, los consumidores pueden verse tentados a comprar otros productos de alta gama, como cervezas caras o aparatos electrónicos más pequeños y menos costosos.
Se ha rumoreado que las ventas de lápiz labial se duplicaron después de los ataques del 11 de septiembre en los Estados Unidos; sin embargo, otras fuentes dicen que esto es una exageración. En un artículo de The New York Times publicado el 1 de mayo de 2008, se cita a Leonard Lauder diciendo que notó que las ventas de lápiz labial de su compañía (The Estée Lauder Companies) aumentaron después de los ataques terroristas,  no afirmó que se duplicaran. Leonard también propone el índice del pintalabios como indicador económico. Juliet Shor en su libro The Over Spent American habla de la compra por parte de los consumidores de barras de labios más prestigiosas y de mayor precio, específicamente Chanel, que se usan en público, frente a marcas menos prestigiosas y de menor precio que se usan en la privacidad del baño.
The Economist evaluó el efecto pintalabios en 2009 mediante un análisis estadístico, y concluyó que «es difícil encontrar cifras históricas confiables sobre las ventas de pintalabios, y la mayoría de los partidarios de esta teoría económica solo pueden señalar ejemplos anecdóticos aislados como evidencia del fenómeno más amplio. Los datos recopilados por Kline & Company, un grupo de investigación de mercados, muestran que las ventas de lápices labiales a veces aumentan durante tiempos de dificultades económicas, pero también se sabe que crecen durante períodos de prosperidad. En otras palabras, no hay una correlación clara».